# Diospyros subrotata
Diospyros subrotata är en tvåhjärtbladig växtart som beskrevs av William Philip Hiern. Diospyros subrotata ingår i släktet Diospyros och familjen Ebenaceae. Inga underarter finns listade i Catalogue of Life.